# Ōno Morika
Pour les articles homonymes, voir Ono.
Ōno Morika (大野 盛郁, Ōno Morika), aussi appelé Ōno Moriiku, né le 3 juin 1866 à Kagoshima et décédé à une date inconnue, est un fonctionnaire, professeur d'université et homme politique japonais, le 5e maire de Kyoto de 1917 à 1918.

## Biographie
Ōno Morika naît le 20e jour du 4e mois de la 2e année de l'ère Keiō (3 juin 1866), à Kagoshima. Il est le fils aîné du samouraï de la préfecture de Kagoshima Ōno Morikata (大野 盛器) et de Kawakami Ei (川上 ヱイ). Il devient chef de la famille en juillet 1883. Il effectue ses études secondaires au Cinquième Lycée (ja) (第五高等学校), dont il est diplômé en juillet 1893. Il étudie à l'Université impériale de Tokyo, dont il sort diplômé en science politique en juillet 1898,. Pendant un temps, il est employé de la banque de Naniwa (浪速銀行), puis est employé par la famille Shimazu, puis rejoint la Chambre des représentants. Il est directeur général de l'École des Arts de Kyoto (京都市立美術工芸学校・京都絵画専門学校) du 1er avril 1909 au 16 mars 1910. D'abord l'adjoint du maire de Kyoto de 1908 à 1912, il est par la suite élu au conseil municipal et devient directeur du bureau du traitement des eaux, de l'électricité et des aqueducs de la ville,. Il participe à la concrétisation des trois grands projets de Kyoto (ja), incluant la construction du canal du lac Biwa.
Après la résignation d'Inoue Mitsu pour cause de maladie, le conseil municipal ne réussit pas à choisir de successeur, après que le candidat gagnant, Nakagawa Kojūrō (ja) (中川 小十郎), se retire de la course. Trois nouveaux candidats sont sélectionnés et Ōno Morika est élu maire de Kyoto. Il prend fonction le 10 janvier 1917 et reste en poste jusqu'au 7 mai 1918, date de sa démission pour des raisons personnelles,. Sa démission survient après l'éclatement d'un scandale de fraude électorale l'impliquant et qui avait entraîné la démission de nombreux conseillers municipaux. Dans les années 1930, il est président de la société Nihon Seifu (日本製布會社), spécialisée dans le textile et basée à Fushimi, et directeur des entrepôts de la Shinkeihan Tetsudō (ja) (新京阪鉄道), entreprise du secteur ferroviaire,,. Il avait été nommé président chez Nihon Seifu en 1928.
Ōno épouse Nobu (ノブ), fille de Matsuzaki Sadanaga (松崎 貞長), avec qui il a huit fils, dont Kenkichi (憲吉), fils aîné né en 1897 (Meiji 30),. En 1915, il résidait à Kyoto dans l'arrondissement de Kamigyō, dans une ferme au nord-ouest du quartier Shōgoin-chō (聖護院町),. En 1932 et en 1933, il résidait au numéro 10 du quartier voisin Shōgoin'naka-chō (聖護院中町),. Il était membre de la société savante Gakushikai (ja) (学士会).